# Tail-Flick-Test

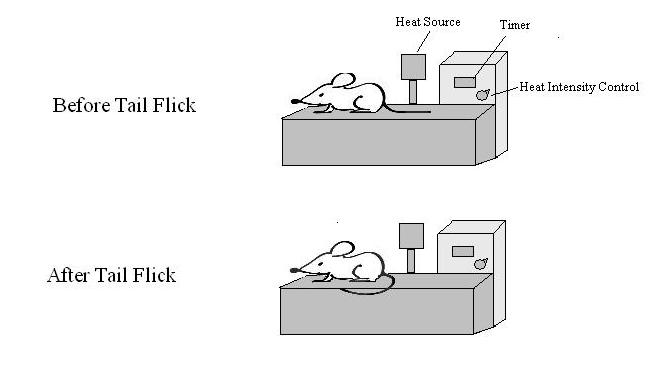
Schema des Tail-Flick-Tests

Der Tail-Flick-Test (dt. sinngemäß: ‚Schwanzbewegungstest‘) dient im Tierversuch dazu, Schmerzreaktionen (auf Hitze) zu quantifizieren. Er findet beispielsweise Anwendung, wenn ein Schmerzmittel auf seine Wirksamkeit untersucht wird. Erstmals wurde er 1941 von D’Amour and Smith beschrieben.
Durchgeführt wird er, indem der Schwanz eines Versuchstieres bis zur Schmerzschwelle erwärmt wird. Gemessen wird dabei die Zeit, bis das Tier seinen Schwanz bewegt.

## Versuchsanordnung
Zur Versuchsdurchführung wurden verschiedene Gerätschaften entwickelt, in denen beispielsweise ein Heizwiderstand konstante Wärme abgibt und so den Schwanz des Tieres erwärmt. Der Untersucher misst dann die Zeitdauer, die zwischen Einschalten des Stromes und der Bewegung des Schwanzes vergeht.

## Anwendung und Grenzen
Der Test findet Anwendung, wenn beispielsweise die Wirkung von Medikamenten auf die Schmerzschwelle getestet wird. Häufig wird er bei Ratten angewandt, nachdem ihnen Schmerzmittel verabreicht worden sind, um die Wirkung des Mittels zu prüfen. Wesentlich ist für das Ergebnis des Testes die Temperatur der Haut. Die kritische Temperatur, die zu einer (Vermeidungs-)Bewegung des Schwanzes führt, scheint auch von dessen Temperatur zu Beginn der Untersuchung abhängig zu sein. Wurde der Schwanz vor der Untersuchung abgekühlt, sinkt auch die kritische Temperatur.
Auch die genetische Disposition spielt zumindest bei Mäusen eine Rolle für das Ergebnis. So konnte beispielsweise festgestellt werden, dass das Calca-Gen wesentlich für die Schmerzentstehung durch Hitze verantwortlich ist.
Der Test ist einer der zahlreichen Untersuchungsverfahren, die das Ziel haben, Schmerzreize (hier auf Hitze) bei lebenden Organismen quantitativ abzubilden. Er liefert in aller Regel brauchbare Ergebnisse, die Schmerzschwelle unter unterschiedlichen Bedingungen darzustellen (beispielsweise nach Medikamentengabe). Dennoch ist festzuhalten, dass die Ergebnisse nicht kritiklos auf den Menschen übertragen werden können, da diese nicht zwingend genauso wie Mäuse oder Ratten auf Schmerz reagieren. Viele thermische Tests wie dieser lassen es zudem nicht zu, zwischen reinen Opioid-Agonisten und gemischten Agonisten-Antagonisten zu unterscheiden, weshalb auch der analoge Einsatz von Kälte auf den Schwanz der Tiere bereits untersucht wurde.